# Religion hellénistique
Pour un article plus général, voir Religion grecque antique.
Les religions hellénistiques regroupent les systèmes de croyances et pratiques religieuses des gens vivant sous influence de la culture grecque antique pendant l'époque hellénistique et l'Empire romain (du IIIe siècle av. J.-C. au IIIe siècle ap. J.-C.). La religion hellénistique a été assez constante : les divinités grecques ont continué à être adorées, et les mêmes rites ont été pratiqués.
Les changements sont survenus par l'arrivée de nouvelles religions en provenance d'autres pays, comme les divinités égyptiennes Isis et Sarapis, les divinités phéniciennes Dercéto et Hadad, qui ont fourni un nouveau débouché pour les personnes cherchant la réalisation à la fois dans la vie présente et l'au-delà. Le culte des souverains hellénistiques a aussi été une caractéristique de cette période, notamment en Égypte, où la dynastie des Ptolémées a adopté la pratique pharaonique plus tôt, et dont les rois se sont établis comme des rois-dieux. Ailleurs, des dirigeants peuvent recevoir un statut divin sans pour autant obtenir le plein statut de dieu.
La magie était largement pratiquée, comme auparavant. Partout dans le monde hellénistique, les gens consultent les oracles, et utilisent des amulettes et des figurines pour chasser le mauvais œil ou lancer des sorts. Le système complexe de l'astrologie hellénistique (en), qui visait à déterminer le caractère et l'avenir d'une personne dans les mouvements du soleil, de la lune et des planètes, était également florissant à l'époque. Enfin, les systèmes de la philosophie hellénistique, comme le stoïcisme ou l'épicurisme, offraient une alternative à la religion traditionnelle, même si leur impact a été largement limité à l'élite instruite.

## Religion de la Grèce classique

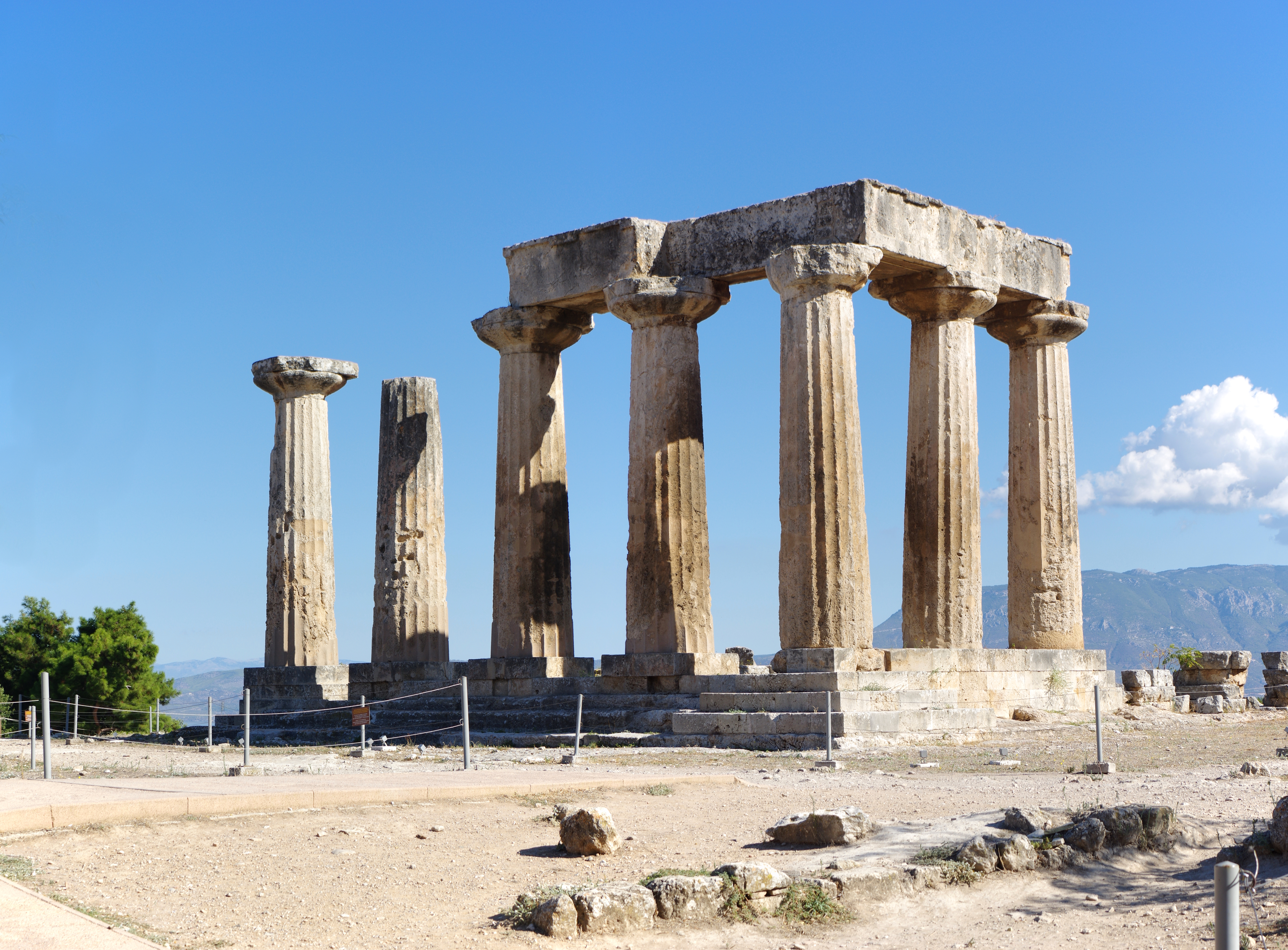
Ruines du temple d'Apollon de Corinthe.

La religion grecque antique était centrée sur les douze divinités olympiennes menées par Zeus. Les dieux étaient honorés avec des temples et des statues de pierre, et des sanctuaires (enclos sacrés), qui, bien que dédiés à une divinité spécifique, contenaient souvent des statues commémorant d'autres dieux. Les cités-États tenaient des fêtes et des commémorations tout au long de l'année, particulièrement envers la divinité protectrice de la cité comme Athéna pour Athènes ou Apollon pour Corinthe.
La pratique religieuse comprenait également le culte héroïque grec. Les héros se répartissaient entre les figures mythologiques des épopées d'Homère aux personnages historiques comme le fondateur de la cité. Le paysage était rempli de lieux sacrés et de monuments : des statues de nymphes ont été trouvées près de sources et des représentations d'Hermès aux carrefours.
La magie était centrale dans la religion grecque : les oracles lisaient les volontés divines dans le bruissement des feuilles, la forme des flammes et de la fumée d'un feu, le vol des oiseaux, etc. De même, les mystères d'Éleusis étaient associés à Déméter et Perséphone.

## Religion hellénistique
Après les conquêtes d'Alexandre le Grand, la culture grecque s'était répandue largement et était venue au contact des civilisations du Proche-Orient et d'Égypte. Les changements les plus sensibles sur la religion grecque furent la perte d'indépendance des cités-États vis-à-vis des rois de Macédoine, l'import de divinités étrangères et le développement de nouveaux systèmes philosophiques. Des études anciennes sur la religion hellénistique décrivent la période comme un déclin religieux et parlent d'une progression du scepticisme, de l'agnosticisme et de l'athéisme et d'une augmentation des superstitions, du mysticisme et de l'astrologie.
Cependant, il n'y a pas de raison de supposer un déclin des traditions religieuses. La documentation montre que les Grecs poursuivirent les pratiques de l'époque classique, avec les sacrifices, fêtes et commémorations. De nouvelles religions apparurent pendant cette période, sans chasser les anciennes divinités. Peu de Grecs s'y intéressèrent.

### Astrologie, divination et théurgie

#### Astrologie
L'astrologie hellénistique est le résultat des influences de l'astrologie babylonienne, de la science astrale orientale, de la science « du temps » des temples égyptiens et des mathématiques grecques.
Ce mélange de l'astrologie est donc le fruit de plusieurs astrologues qui ont fait connaître cette science par des traités. Bérose a fait connaître l'astrologie aux Grecs par son école qu'il fonda sur l’Île de Cos, au large de l'Asie Mineure. Puis, chez les Grecs, on peut citer les écrits de l'astrologue Critodème et notamment son traité Pinax. On peut également citer, pour l'astrologie grecque, le philosophe stoïcien Posédonios d'Apamée (135-51 av. J.-C.). Ensuite, pour les ouvrages les plus connus de l'astrologie gréco-égyptienne, on peut citer le traité Salmeschiniaka (un recueil de présage), le Livre d'Hermès (les fondements de l'astrologie généthliaque) et le traité de Néchepso-Pétosiris.
À l'époque hellénistique, le berceau de l'astrologie est la ville d'Alexandrie, où sont notamment jetées les bases mathématiques de l'horoscope. Ainsi, une classe particulière de prêtres hellénisés étaient appelés des horoscopoï, puis ils sont devenus des astrologues d’État. Par la suite, l'astrologie hellénistique et l'horoscope étaient déterminés par quatre facteurs clés qui constituaient désormais cette science : les planètes, le zodiaque, le cercle des douze maisons et les aspects.

##### Les planètes
La suite des planètes dans l'astrologie hellénistique est la suivante : Lune, Mercure, Vénus, Soleil, Mars, Jupiter, Saturne. Cette suite est scientifiquement exacte puisqu'elle correspond aux périodes de révolution. Ainsi, cette suite, qui est purement un concept grec, fonde tout le système de l'astrologie. De plus, on remarque que les Grecs placent au centre le soleil, ce qui correspond à la théologie solaire soutenue plus tard par la science grecque. Les Grecs ont également étudié la science astrale orientale et ont ainsi classé les dieux planétaires grecs en deux catégories : les planètes féminines (Vénus, La lune) et les planètes masculines (Soleil, Mars, Jupiter, Saturne).

##### Le zodiaque
Le zodiaque est connu depuis le VIe siècle av. J.-C. par les Grecs. Cependant, l'imagerie attachée aux signes du zodiaque est issue de l'astrologie babylonienne. C'est au IIe siècle av. J.-C. que l'astronome grec Hipparque conçoit un cercle gradué et divisé en douze parties égales de 30° chacune. Ce cercle, d'abord conçu pour l'astronomie, est ensuite utilisé par l'astrologie et ses croyances occultes que les astres incarnaient. Plus tard, ce cercle, pour ce qui est de l'astrologie, s'est efforcé de faire correspondre les dieux planétaires aux quatre éléments élémentaires. Ainsi, les douze signes du zodiaque, disposés autour du cercle, sont reliés par groupe de trois, formant ainsi les quatre triangles du zodiaque, également appelés trigones. Ces triangles sont le triangle de feu (Bélier, Lion, Sagittaire), le triangle de la terre (Taureau, Vierge, Capricorne), le triangle de l'air (Gémeaux, Balance, Verseau) et le triangle de l'eau (Cancer, Scorpion, Poisson).
- Le cercle des douze maisons
- Les aspects

### Divination
La croyance hellénistique en la possibilité de prédire l'avenir provient de l'idée que les dieux, quand on les priait, accordaient des révélations par l'intermédiaire d'augures. Homère décrit les devins Tirésias, Calchas ou Cassandre. La Pythie de Delphes joue un rôle considérable dans la vie politique et religieuse. Dès Pythagore, les nombres servent à connaître le secret du monde. Artémidore de Daldis a laissé un traité sur la clef des songes demeuré classique : Onirocritique (IIe siècle).
Dans le monde hellénistique, lorsque l'on se lançait dans des entreprises importantes (affaires, colonisation, politique ou guerre), on pratiquait la divination au moyen de sacrifices d'animaux. Le point prioritaire était la nature normale ou anormale des viscères, en particulier du foie, avec la vésicule biliaire et aussi le cœur et les poumons. Des examens haruspiciels pouvaient résulter la décision de différer une attaque ou la mobilisation d'une armée ; mais parfois, l'expérience était répétée jusqu'à ce qu'elle donne des résultats favorables aux projets des décideurs. Entrait aussi en compte la manière dont les animaux étaient allés, docilement ou non, vers la table de sacrifice, ainsi que la manière dont le sacrifice avait brûlé sur l'autel, le comportement de la flamme, la montée ou la descente de la fumée, etc. Les présages — pouvant également être appelés « augures » par extension — pouvaient aussi être interprétés d'après des phénomènes naturels : les devins se tournaient vers le nord, de manière à avoir l'orient à droite et l'occident à gauche ; si le vol, l'animal ou l'éclair passait à droite de l'observateur (en grec dexia), les dieux étaient favorables ; s'il passait à sa gauche (en grec aristera), les dieux étaient défavorables. Les oiseaux les plus observés étaient les rapaces : aigles, vautours, faucons.
Les phénomènes célestes aussi étaient considérés comme pouvant avoir une valeur prémonitoire. Certains, comme l'arc-en-ciel, étaient considérés comme des signes positifs. D'autres, comme les étoiles filantes, une tempête de poussière, des trombes, une pluie de grenouilles, une invasion de sauterelles ou une épidémie, étaient considérés comme de mauvais présages.
Il y avait d'autres variantes de cet art dont quelques-unes très étranges furent, plus tard, vulgarisées. Ainsi en est-il de la chiromancie mentionnée par Aristote et de la croyance à l'inspiration divine par les rêves (oniromancie), mentionnée entre autres par Plutarque et considérée comme un don spécial d'Apollon.
La cléromancie (κληρομαντεία / klèromanteia) tirait parti d'un mouvement déclenché par l'homme et dirigé par le hasard, lequel était censé traduire une volonté divine. Ainsi peut-on voir, sur une coupe de Douris, des guerriers recourir, en présence de la déesse Athéna, à une « lithobolie », littéralement « jet de pierres », en guise de divination ; les dés ont aussi été utilisés pour les pronostics.

### Théurgie
Les Oracles Chaldéens sont les premières sources à avoir été étudiées pour comprendre les croyances et les pratiques magiques de l'antiquité tardive. Julien, l'auteur des Oracles Chaldéens, est sans doute la première personne à être appelée théourgos.
La théurgie utilise des procédés de la magie commune, mais uniquement dans un but religieux. Ainsi, son but, de façon générale, est un procédé permettant le salut de l'âme en se libérant de l'esclavage du corps et en assurant sa remontée. Pour mettre en œuvre ce salut de l'âme, il faut, selon les Oracles, soit susciter l'apparition divine en face à face (la telestikê), soit dans un médium (la transe médiumnique).
La théurgie se divise donc en deux branches :
- La telestikê : cette technique dépendait uniquement de l'emploi de symbola (objets prestigieux, officiels). Chaque dieu aurait son correspondant « sympathique » dans le règne animal, végétal et minéral. Ainsi, à l'intérieur de certaines statuettes représentant les dieux, on retrouve un symbolon figurant sa nature divine et qui est en rapport avec celle-ci. Ainsi, on peut dire que la telestikê cherchait à susciter la présence d'un dieu dans un « réceptacle » inanimé.
- La transe médiumnique : cette technique nécessitait le recours à un médium. Ainsi, contrairement à la telestikê, cette technique devait susciter la présence d'un dieu par le biais d'un être humain (un medium). Il s'agissait de la croyance très répandue que les « altérations spontanées de la personnalité » étaient en fait des possessions, soit par un principe divin (un daimôn), soit par un être humain défunt. Cette branche est intéressante en raison de son analogie évidente avec le spiritisme moderne.

Cependant, la théurgie comme elle a été conçue n'a été destinée qu'à une élite d'initiés qui seuls pouvaient la pratiquer. Ainsi, elle aurait été amenée à disparaître. Néanmoins, elle prendra une place non négligeable dans la philosophie néoplatonicienne, grâce à certains penseurs comme Jamblique et Proclus qui ont revalorisé ses rites et ses mystères en les distinguant de la magie profane et illicite. En effet, la théurgie semble être fondée sur les doctrines platoniciennes, notamment en ce qui concerne la dualité de l'univers.

## Résurgences modernes
L’hellénisme moderne, aussi appelé néopaganisme hellénique, est, en Grèce et dans de petites communautés hors de ce pays, une résurgence contemporaine de la religion hellénistique.

#### Époque hellénistique
- François Chamoux, La Civilisation hellénistique, Paris, Arthaud, coll. « Les Grandes Civilisations » (no 17), 1981, 1re éd., 630 p. (ISBN 2-7003-0374-1 et 978-2-7003-0374-2, OCLC 300399135, BNF 34666954)
- (en) Roger S. Bagnall et Peter Derow, The Hellenistic Period : Historical Sources in Translation, Malden et Oxford, John Wiley & Sons, 2004
- (en) Angelos Chaniotis, Age of Conquests : The Greek World from Alexander to Hadrian, Cambridge, Harvard University Press, 2018
- Catherine Grandjean (dir.), Gerbert-Sylvestre Bouyssou, Christophe Chandezon et Pierre-Olivier Hochard, La Grèce hellénistique et romaine : D'Alexandre à Hadrien, 336 avant notre ère-138 de notre ère, Paris, Belin, coll. « Mondes Anciens », 2024

#### Religion grecque
- (en) Jon D. Mikalson, Ancient Greek Religion, Malden et Oxford, Wiley-Blackwell, 2010 (1re éd. 2005)
- (en) Esther Eidinow et Julia Kindt (dir.), The Oxford Handbook of Ancient Greek Religion, Oxford, Oxford University Press, 2015

#### Religion hellénistique
- Nadine Deshours, L’été indien de la religion civique, Bordeaux, Ausonius, 2011 (lire en ligne).
- (en) Josef Lössl, « Religion in the Hellenistic and Early Post‐Hellenistic Era », dans Josef Lössl et Nicholas J. Baker-Brian (Eds.), A Companion to Religion in Late Antiquity, Malden et Oxford, Wiley, 2018, 655 p., p. 33-59
- (en) Jon D. Mikalson, « Greek Religion : Continuity and Change in the Hellenistic Period », dans Glenn R. Bugh (Ed.), The Cambridge Companion to the Hellenistic World, Cambridge, Cambridge University Press, 2006, 402 p. (ISBN 1-139-81709-4, OCLC 803517851, LCCN 2005028730)
- (en) Lynn E. Roller, « Religions of Greece and Asia Minor », dans Michele Renee Salzman et Marvin A. Sweeney (dir.), The Cambridge History of Religions in the Ancient World, volume III: From the Hellenistic Age to Late Antiquity, Cambridge, Cambridge University Press, 2013, p. 295-320
- (en) David Potter, « Hellenistic Religion », dans Andrew Erskine (dir.), A Companion to the Hellenistic World, Malden et Oxford, Wiley-Blackwell, 2005, p. 407-430.
- (en) Graham Shipley, « Chapter 5 - Religion and Philosophy », dans The Greek world after Alexander, 323-30 B.C, Londres, New York, Routledge, coll. « Routledge history of the ancient world », 2000, 567 p. (ISBN 0-415-04618-1 et 978-0-415-04618-3, OCLC 41580595, LCCN 99036098)